# Championnat de Birmanie de football 2019
Navigation
Saison précédente Saison suivante
Le Championnat de Birmanie de football 2019 est la douzième édition de la Myanmar National League. Les douze meilleurs clubs du pays sont regroupés au sein d'une poule unique où ils s'affrontent deux fois, à domicile et à l'extérieur. Les deux derniers du classement final sont relégués et remplacés par les deux meilleurs clubs de D2.
GFA FC, relégable la saison passée, se renomme Chinland Football Club et profite du désistement de Royal Thanlyin de participer à la Myanmar National League 2019.
Le club de Yangon United est le tenant du titre.

## Qualifications continentales
Le champion de Birmanie se qualifie pour le tour préliminaire de la Ligue des champions de l'AFC, le vainqueur de la Coupe de Birmanie se qualifie pour la Coupe de l'AFC 2020.

## Les clubs participants
- Yadanarbon FC
- Yangon United
- Magwe FC
- Shan United
- Zwekapin United
- Chinland FC anciennement GFA FC
- Southern Myanmar United
- Hantharwady United
- Ayeyawady FC
- Rakhapura United
- Sagaing United
- Dagon FC - Promu de MNL-2

## Compétition
Le barème utilisé pour établir le classement est le suivant :
- Victoire : 3 points
- Match nul : 1 point
- Défaite : 0 point

| Rang | Équipe                  | Pts | J  | G  | N  | P  | Bp | Bc | Diff |
| ---- | ----------------------- | --- | -- | -- | -- | -- | -- | -- | ---- |
| 1    | Shan United             | 46  | 22 | 12 | 10 | 0  | 45 | 21 | +24  |
| 2    | Ayeyawady United        | 44  | 22 | 12 | 8  | 2  | 44 | 19 | +25  |
| 3    | Yangon United T         | 43  | 22 | 12 | 7  | 3  | 40 | 15 | +25  |
| 4    | Yadanarbon FC           | 32  | 22 | 9  | 5  | 8  | 41 | 32 | +9   |
| 5    | Hantharwady United      | 32  | 22 | 9  | 5  | 8  | 28 | 27 | +1   |
| 6    | Rakhapura United        | 31  | 22 | 7  | 10 | 5  | 28 | 29 | -1   |
| 7    | Sagaing United          | 27  | 22 | 7  | 6  | 9  | 39 | 42 | -3   |
| 8    | Magwe FC                | 24  | 22 | 7  | 3  | 12 | 27 | 33 | -6   |
| 9    | Zwekapin United         | 24  | 22 | 6  | 6  | 10 | 29 | 39 | -10  |
| 10   | Southern Myanmar United | 21  | 22 | 5  | 6  | 11 | 22 | 45 | -23  |
| 11   | Dagon FC P              | 18  | 22 | 5  | 3  | 14 | 29 | 46 | -17  |
| 12   | Chinland FC             | 17  | 22 | 4  | 5  | 13 | 20 | 41 | -21  |

|  | Qualification pour le tour préliminaire de la Ligue des champions de l'AFC 2020 |
|  | Qualification pour la Coupe de l'AFC 2020                                       |
|  | Relégation directe en deuxième division                                         |
|  | T : Tenant du titre C : Vainqueur de la Coupe de Birmanie P : Promu de MNL-2    |

## Bilan de la saison
| Championnat de Birmanie de football 2019              |                        |
| Champion                                              | Shan United (2e titre) |
| Coupes et trophées                                    |                        |
| Vainqueur de la Coupe de Birmanie 2019                | Yangon United          |
| Qualifications continentales                          |                        |
| Ligue des champions de l'AFC 2020 (tour préliminaire) | Shan United            |
| Coupe de l'AFC 2020                                   | Yangon United          |
| Promotions et relégations                             |                        |
| Promus en Myanmar National League                     | Chin United FC         |
| Promus en Myanmar National League                     | ISPE                   |
| Relégués en MNL-2                                     | Dagon FC               |
| Relégués en MNL-2                                     | Chinland FC            |